# Alec Broers

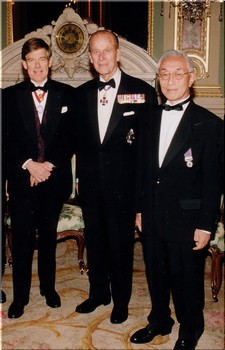
Alec Broers, Baron Broers (links), 2002

Alec Nigel Broers, Baron Broers (* 17. September 1938 in Kalkutta, Indien) ist ein britischer Forscher im Bereich der Nanotechnologie und Life Peer.

## Biografie
Seine Familie hatte eine Farm in der Provinz Victoria in Australien. Nach Erhalt des B.Sc.-Grades an der Universität Melbourne ging er von dort zum Weiterstudium an das Gonville and Caius College der Universität Cambridge, wo er den B.A.-Grad und schließlich den Ph.D.-Grad erlangte.
Anschließend trat er um 1966 bei IBM in deren T. J. Watson Forschungslabor in New York ein. Seine Interessen galten fast ausschließlich der Erforschung und Entwicklung von Elektronenstrahlgeräten zur Belichtung von Wafern mit Halbleiter-Schaltkreisen.
1984 kehrte er nach Cambridge als Professor of Electrical Engineering zurück. 1986 wurde er als Fellow in die Royal Society aufgenommen. Dort wurde er 1990 Master des Churchill College (bis 1996), 1993 Vorsitzender der Universität Cambridge Engineering Department. Von 1996 bis 2003 war er Vizekanzler der Universität von Cambridge. 1998 als Knight Bachelor geadelt, wurde er 2004 als Baron Broers, of Cambridge in the County of Cambridgeshire, auf Lebenszeit zum Peer („Life Peer“) erhoben und ist seitdem Mitglied des britischen House of Lords. Im Parlament sitzt er auf Seiten der Crossbencher. Von 2001 bis 2006 war der Präsident der Royal Academy of Engineering. Seit 2001 ist er gewähltes Mitglied der American Philosophical Society.
Er ist verheiratet und hat zwei Söhne.